# Recess (album Skrillex)
| Recensione        | Giudizio |
| ----------------- | -------- |
| AllMusic          |          |
| Consequence       | C+       |
| Fact              |          |
| Los Angeles Times |          |
| Pitchfork         | 5.7/10   |
| PopMatters        |          |
| Resident Advisor  |          |
| Rolling Stone     |          |
| Spin              | 7/10     |

Recess è il primo album in studio del DJ statunitense Skrillex, pubblicato il 18 marzo 2014 dalla OWSLA.

## Tracce
1. All Is Fair in Love and Brostep (with Ragga Twins) – 4:08
2. Recess (with Kill the Noise, Fatman Scoop and Michael Angelakos) – 3:57
3. Stranger (with KillaGraham from Milo and Otis and Sam Dew) – 4:49
4. Try It Out (Neon Mix) (with Alvin Risk) – 3:49
5. Coast Is Clear (with Chance the Rapper and The Social Experiment) – 4:03
6. Dirty Vibe (with Diplo, G-Dragon and CL from 2NE1) – 3:26
7. Ragga Bomb (with Ragga Twins) – 4:18
8. Doompy Poomp – 3:25
9. F*** That – 3:50
10. Ease My Mind (with Niki and the Dove) – 5:02
11. Fire Away (with Kid Harpoon) – 5:42

## Classifiche
| Classifica (2014)              | Posizione massima |
| ------------------------------ | ----------------- |
| Australia                      | 4                 |
| Austria                        | 14                |
| Belgio (Fiandre)               | 28                |
| Belgio (Vallonia)              | 38                |
| Canada                         | 3                 |
| Danimarca                      | 28                |
| Finlandia                      | 20                |
| Francia                        | 57                |
| Germania                       | 28                |
| Italia                         | 30                |
| Norvegia                       | 13                |
| Nuova Zelanda                  | 6                 |
| Paesi Bassi                    | 42                |
| Regno Unito (dance)            | 1                 |
| Spagna                         | 45                |
| Stati Uniti                    | 4                 |
| Stati Uniti (dance/electronic) | 1                 |
| Svezia                         | 21                |
| Svizzera                       | 11                |